# Birte Christoffersen
Birte Christoffersen, senere Birte Hanson og Birte Ekberg (født 28. marts 1924 i København) er en dansk-svensk tidligere udspringer, der deltog i tre olympiske lege i midten af det 1900-tallet og vandt bronzemedalje i tårnspring i 1948 i London.

## Karriere
Birte Christoffersen var fra København og begyndte på udspring i Kvindelig Idrætsforening. Hun vandt 17 danske mesterskaber i perioden 1941-1950 og deltog ved OL i London for Danmark i tårnspring og 3 meter vippe. På 3 meter vippen blev Christoffersen i den indledende runde nummer syv med 41,51 point efter et kiks i et svanehop. I finalerunden havde hun ligeledes problemer og sluttede her med 45,61 point, hvilket blot gav en tolvteplads i denne runde. Med samlet 87,12 point blev hun nummer ni i den endelige stilling i et felt på seksten deltagere. Hendes stærkeste disciplin var tårnspring, hvor hun i sine seks spring i finalerunden (eneste runde i disciplinen) opnåede 66,04 point, hvilket var nok til bronze efter amerikanerne Vicki Draves med 68,87 point og Patsy Elsener med 66,28 point. Christoffersen lå på andenpladsen inden sidste spring, men bronzemedaljen var et ganske opsigtsvækkende resultat.
I 1949 blev hun dobbelt nordisk mester (3 m og tårnspring) og ved EM i 1950 vandt hun bronze i begge disciplinerne.
I begyndelsen af 1950'erne flyttede hun til Sverige, først til Stockholm, hvor hun stillede op for Stockholm Kappsimningsklubb og vandt fem svenske mesterskaber, og siden til Malmö. Her stillede hun op for Malmö Simsällskap og vandt 25 svenske mesterskaber for klubben. Fra 1954 og frem repræsenterede hun Sverige i internationale konkurrencer under navnet Birte Hanson, og ved EM 1954 vandt hun sølv på både 3 meter og i tårnspring.
Ved OL 1956 i Melbourne stillede hun op i de samme discipliner. Her opnåede hun en niendeplads på 3 meter vippen med 102,19 point, mens hun blev nummer otte i tårnspring med 75,21 point. To år senere vandt hun bronze i tårnspring ved EM. Hendes sidste OL blev i 1960 i Rom, hvor hun kun deltog i tårnspring og blev nummer tolv med 77,43 point.
Birte Hanson fortsatte endnu et par år med udspring, inden hun indstillede sin aktive karriere. Hun forblev dog aktiv gennem en uddannelse som idrætsinstruktør i Malmö.

## Privatliv
Birte Christoffersen blev 1951 gift med svenskeren Hans Hanson og i 1973 med Sture Ekberg. Birte Ekberg, som hun nu hedder, bor i dag i Limhamn.